# Thymaris tener
Thymaris tener är en stekelart som först beskrevs av Johann Ludwig Christian Gravenhorst 1829.  Thymaris tener ingår i släktet Thymaris och familjen brokparasitsteklar. Arten är reproducerande i Sverige. Inga underarter finns listade i Catalogue of Life.